# Toyota/Save Mart 350
Toyota/Save Mart 350 är ett stockcarlopp ingående i Nascar Cup Series som körs över 110 varv 218,9 mile (352,285 km)  på Sonoma Raceway i Sonoma i Kalifornien i USA. Loppet har med undantag för 2020 körts årligen sedan 1989 och är tillsammans med Echopark Automotive Grand Prix, Go Bowling at The Glen ett av tre lopp som under säsongen avgörs på en renodlad road course.

## Tidigare namn
- Banquet Frozen Foods 300 (1989–1991)
- Save Mart 300K (1992)
- Save Mart Supermarkets 300K (1993)
- Save Mart Supermarkets 300 (1994–1997)
- Save Mart/Kragen 350 (1998–2000)
- Dodge/Save Mart 350 (2001–2006)

## Tidigare vinnare
| Säsong | Datum      | Nr         | Förare              | Team                       | Konstruktör | Distans    | Distans          | Tid        | Snitthastighet (mph) | Rapport    |
| Säsong | Datum      | Nr         | Förare              | Team                       | Konstruktör | Varv       | Miles (km)       | Tid        | Snitthastighet (mph) | Rapport    |
| ------ | ---------- | ---------- | ------------------- | -------------------------- | ----------- | ---------- | ---------------- | ---------- | -------------------- | ---------- |
| 1989   | 11 juni    | 26         | Ricky Rudd          | King Racing                | Buick       | 74         | 186,48 (300,11)  | 2:27.03    | 76,088               | Rapport    |
| 1990   | 10 juni    | 27         | Rusty Wallace       | Blue Max Racing            | Pontiac     | 74         | 186,48 (300,11)  | 2:41.35    | 69,245               | Rapport    |
| 1991   | 9 juni     | 28         | Davey Allison       | Robert Yates Racing        | Ford        | 74         | 186,48 (300,11)  | 2:33.20    | 72,97                | Rapport    |
| 1992   | 7 juni     | 4          | Ernie Irvan         | Morgan-McClure Motorsports | Chevrolet   | 74         | 186,48 (300,11)  | 2:17.26    | 81,413               | Rapport    |
| 1993   | 16 maj     | 15         | Geoffrey Bodine     | Bud Moore Engineering      | Ford        | 74         | 186,48 (300,11)  | 2:25.17    | 77,013               | Rapport    |
| 1994   | 15 maj     | 28         | Ernie Irvan         | Robert Yates Racing        | Ford        | 74         | 186,48 (300,11)  | 2:24.27    | 77,458               | Rapport    |
| 1995   | 7 maj      | 3          | Dale Earnhardt      | Richard Childress Racing   | Chevrolet   | 74         | 186,48 (300,11)  | 2:38.18    | 70,681               | Rapport    |
| 1996   | 5 maj      | 2          | Rusty Wallace       | Penske Racing              | Ford        | 74         | 186,48 (300,11)  | 2:24.03    | 77,673               | Rapport    |
| 1997   | 5 maj      | 6          | Mark Martin         | Roush Racing               | Ford        | 74         | 186,48 (300,11)  | 2:27.38    | 75,788               | Rapport    |
| 1998   | 28 juni    | 24         | Jeff Gordon         | Hendrick Motorsports       | Chevrolet   | 112        | 218,288 (351,3)  | 3:00.56    | 72,387               | Rapport    |
| 1999   | 27 juni    | 24         | Jeff Gordon         | Hendrick Motorsports       | Chevrolet   | 112        | 218,288 (351,3)  | 3:06.06    | 70,378               | Rapport    |
| 2000   | 25 juni    | 24         | Jeff Gordon         | Hendrick Motorsports       | Chevrolet   | 112        | 222,88 (358,69)  | 2:46.14    | 78,789               | Rapport    |
| 2001   | 24 juni    | 20         | Tony Stewart        | Joe Gibbs Racing           | Pontiac     | 112        | 224 (360,493)    | 2:57.06    | 75,889               | Rapport    |
| 2002   | 23 juni    | 28         | Ricky Rudd          | Robert Yates Racing        | Ford        | 110        | 218,9 (352,285)  | 2:42.08    | 81,007               | Rapport    |
| 2003   | 22 juni    | 31         | Robby Gordon        | Richard Childress Racing   | Chevrolet   | 110        | 218,9 (352,285)  | 2:57.55    | 73,821               | Rapport    |
| 2004   | 27 juni    | 24         | Jeff Gordon         | Hendrick Motorsports       | Chevrolet   | 110        | 218,9 (352,285)  | 2:49.34    | 77,456               | Rapport    |
| 2005   | 26 juni    | 20         | Tony Stewart        | Joe Gibbs Racing           | Chevrolet   | 110        | 218,9 (352,285)  | 3:00.18    | 72,845               | Rapport    |
| 2006   | 25 juni    | 24         | Jeff Gordon         | Hendrick Motorsports       | Chevrolet   | 110        | 218,9 (352,285)  | 2:57.36    | 73,953               | Rapport    |
| 2007   | 4 juni     | 42         | Juan Pablo Montoya  | Chip Ganassi Racing        | Dodge       | 110        | 218,9 (352,285)  | 2:56.11    | 74,547               | Rapport    |
| 2008   | 22 juni    | 18         | Kyle Busch          | Joe Gibbs Racing           | Toyota      | 112a       | 222,88 (358,69)  | 2:54.56    | 76,445               | Rapport    |
| 2009   | 21 juni    | 9          | Kasey Kahne         | Richard Petty Motorsports  | Dodge       | 113a       | 224,87 (361,893) | 3:10.00    | 71,012               | Rapport    |
| 2010   | 20 juni    | 48         | Jimmie Johnson      | Hendrick Motorsports       | Chevrolet   | 110        | 218,9 (352,285)  | 2:56.38    | 74,357               | Rapport    |
| 2011   | 26 juni    | 22         | Kurt Busch          | Penske Racing              | Dodge       | 110        | 218,9 (352,285)  | 2:54.10    | 75,411               | Rapport    |
| 2012   | 24 juni    | 15         | Clint Bowyer        | Michael Waltrip Racing     | Toyota      | 112a       | 222,88 (358,69)  | 2:39.55    | 83,624               | Rapport    |
| 2013   | 23 juni    | 56         | Martin Truex Jr.    | Michael Waltrip Racing     | Toyota      | 110        | 218,9 (352,285)  | 2:51.20    | 76,658               | Rapport    |
| 2014   | 22 juni    | 99         | Carl Edwards        | Roush Fenway Racing        | Ford        | 110        | 218,9 (352,285)  | 2:51.30    | 76,583               | Rapport    |
| 2015   | 28 juni    | 18         | Kyle Busch          | Joe Gibbs Racing           | Toyota      | 110        | 218,9 (352,285)  | 2:55.39    | 74,774               | Rapport    |
| 2016   | 26 juni    | 14         | Tony Stewart        | Stewart-Haas Racing        | Chevrolet   | 110        | 218,9 (352,285)  | 2:42.13    | 80,966               | Rapport    |
| 2017   | 25 juni    | 4          | Kevin Harvick       | Stewart-Haas Racing        | Ford        | 110        | 218,9 (352,285)  | 2:46.52    | 78,710               | Rapport    |
| 2018   | 24 juni    | 78         | Martin Truex Jr.    | Furniture Row Racing       | Toyota      | 110        | 218,9 (352,285)  | 2:38.28    | 82,882               | Rapport    |
| 2019   | 23 juni    | 19         | Martin Truex Jr.    | Joe Gibbs Racing           | Toyota      | 90         | 226,8 (364,999)  | 2:42.09    | 83,922               | Rapport    |
| 2020   | Kördes ejb | Kördes ejb | Kördes ejb          | Kördes ejb                 | Kördes ejb  | Kördes ejb | Kördes ejb       | Kördes ejb | Kördes ejb           | Kördes ejb |
| 2021   | 6 juni     | 5          | Kyle Larson         | Hendrick Motorsports       | Chevrolet   | 92a        | 231,84 (373,11)  | 3:14.42    | 71,445               | Rapport    |
| 2022   | 12 juni    | 99         | Daniel Suárez       | Trackhouse Racing Team     | Chevrolet   | 110        | 218,9 (352,285)  | 2:48.22    | 78,008               | Rapport    |
| 2023   | 11 juni    | 19         | Martin Truex Jr.    | Joe Gibbs Racing           | Toyota      | 110        | 218,9 (352,285)  | 2:40.12    | 81,989               | Rapport    |
| 2024   | 9 juni     | 5          | Kyle Larson         | Hendrick Motorsports       | Chevrolet   | 110        | 218,9 (352,285)  | 2:56.14    | 74,526               | Rapport    |
| 2025   | 13 juli    | 88         | Shane Van Gisbergen | Trackhouse Racing          | Chevrolet   | 110        | 218,9 (352,285)  | 2:54.55    | 75,087               | Rapport    |

- ^a  – Loppet förlängt enligt NASCAR:s regel om att ett lopp inte får avgöras bakom säkerhetsbilen.
- ^b  – Loppet ströks ur kalendern av tidsskäl på grund av uppehållet under Coronapandemin. Det ersattes av Alsco Uniforms 500 som kördes på Charlotte Motor Speedway i North Carolina som är beläget där de flesta Nascarstall är baserade.[3][4]

### Förare med flera segrar
| Vinster | Förare           | År                           |
| ------- | ---------------- | ---------------------------- |
| 5       | Jeff Gordon      | 1998, 1999, 2000, 2004, 2006 |
| 4       | Martin Truex Jr. | 2013, 2018, 2019, 2023       |
| 3       | Tony Stewart     | 2001, 2005, 2016             |
| 2       | Ernie Irvan      | 1992, 1994                   |
| 2       | Rusty Wallace    | 1990, 1996                   |
| 2       | Ricky Rudd       | 1989, 2002                   |
| 2       | Kyle Busch       | 2008, 2015                   |
| 2       | Kyle Larson      | 2021, 2024                   |

### Team med flera segrar
| Vinster | Team                     | År                                             |
| ------- | ------------------------ | ---------------------------------------------- |
| 8       | Hendrick Motorsports     | 1998, 1999, 2000, 2004, 2006, 2010, 2021, 2024 |
| 6       | Joe Gibbs Racing         | 2001, 2005, 2008, 2015, 2019, 2023             |
| 3       | Robert Yates Racing      | 1991, 1994, 2002                               |
| 2       | Richard Childress Racing | 1995, 2003                                     |
| 2       | Penske Racing            | 1996, 2011                                     |
| 2       | Michael Waltrip Racing   | 2012, 2013                                     |
| 2       | Roush Fenway Racing      | 1997, 2014                                     |
| 2       | Stewart-Haas Racing      | 2016, 2017                                     |
| 2       | Trackhouse Racing        | 2022, 2025                                     |

### Konstruktörer efter antal segrar
| Vinster | Konstruktör | År                                                                                       |
| ------- | ----------- | ---------------------------------------------------------------------------------------- |
| 14      | Chevrolet   | 1992, 1995, 1998, 1999, 2000, 2003, 2004, 2005, 2006, 2010, 2016, 2021, 2022, 2024, 2025 |
| 8       | Ford        | 1991, 1993, 1994, 1996, 1997, 2002, 2014, 2017                                           |
| 7       | Toyota      | 2008, 2012, 2013, 2015, 2018, 2019, 2023                                                 |
| 3       | Dodge       | 2007, 2009, 2011                                                                         |
| 2       | Pontiac     | 1990, 2001                                                                               |